# Millard Mitchell
Millard Mitchell (L'Avana, 14 agosto 1903 – Santa Monica, 13 ottobre 1953) è stato un attore statunitense.

## Biografia
Nato a L'Avana, Cuba, Mitchell apparve a Broadway fin dal 1925 in numerose commedie e lavori drammatici. Nella prima metà degli anni trenta recitò sul grande schermo in una serie di brevi ruoli non accreditati ma rimase sostanzialmente fedele al teatro fino al 1942, quando interpretò il personaggio del detective Mullins nella commedia Mr. and Mrs. North (ruolo che aveva poco prima già ricoperto a Broadway), che lo avviò a una breve ma intensa carriera di interprete caratterista.
Per la sua interpretazione nel film I miei sei forzati (1952), Mitchell vinse il Golden Globe per il miglior attore non protagonista. Altri suoi ruoli cinematografici di rilievo furono quello del colonnello Rufus Plummer nella commedia Scandalo internazionale (1948), del generale Pritchard nel film bellico Cielo di fuoco (1949), in cui era il superiore di Gregory Peck, del produttore cinematografico R.F. Simpson nel musical Cantando sotto la pioggia (1952). Fu inoltre spalla di James Stewart in due western, Winchester '73 (1950) e Lo sperone nudo (1953).
Mitchell morì all'età di cinquant'anni, per un cancro ai polmoni, presso il St. John's Hospital di Santa Monica e fu sepolto presso l'Holy Cross Cemetery (Culver City) a Culver City.

## Filmografia parziale
- A Lesson in Love, regia di Casey Robinson - cortometraggio (1931)
- Secrets of a Secretary, regia di George Abbott (1931)
- Mr. and Mrs. North, regia di Robert B. Sinclair (1942)
- La fortuna è bionda (Slightly Dangerous) di Wesley Ruggles (1943)
- Una celebre canaglia (Swell Guy), regia di Frank Tuttle (1946)
- Il bacio della morte (Kiss of Death), regia di Henry Hathaway (1947)
- Doppia vita (A Double Life), regia di George Cukor (1947)
- Scandalo internazionale (A Foreign Affair), regia di Billy Wilder (1948)
- I corsari della strada (Thieves' Highway), regia di Jules Dassin (1949)
- Cielo di fuoco (Twelve O'Clock High), regia di Henry King (1949)
- Se mia moglie lo sapesse (Everybody Does It), regia di Edmund Goulding (1949)
- Winchester '73, regia di Anthony Mann (1950)
- Condannato! (Convicted), regia di Henry Levin (1950)
- L'imprendibile signor 880 (Mister 880), regia di Edmund Goulding (1950)
- Romantico avventuriero (The Gunfighter), regia di Henry King (1950)
- Matrimonio all'alba (Strictly Dishonorabile), regia di Melvin Frank e Norman Panama (1951)
- Il comandante Johnny (You're in the Navy Now), regia di Henry Hathaway (1951)
- I miei sei forzati (My Six Convicts), regia di Hugo Fregonese (1952)
- Cantando sotto la pioggia (Singing in the Rain), regia di Stanley Donen e Gene Kelly (1952)
- Lo sperone nudo (The Naked Spur), regia di Anthony Mann (1953)
- Arrivan le ragazze (Here Come the Girls), regia di Claude Binyon (1953)

## Doppiatori italiani
- Gaetano Verna in Doppia vita, Scandalo internazionale, I corsari della strada, Cantando sotto la pioggia
- Lauro Gazzolo in Cielo di fuoco, Winchester '73, Romantico avventuriero, Il comandante Johnny
- Bruno Persa in Il bacio della morte
- Amilcare Pettinelli in Se mia moglie lo sapesse
- Carlo Romano in Lo sperone nudo